# Ahad bint Abdullah
Ahad bint Abdullah (nome completo in arabo عهد بنت عبدالله بن حمد البوسعيدية; Mascate, 4 aprile 1970) è la moglie del sultano dell'Oman Haytham bin Tariq Al Sa'id.

## Biografia

### Educazione e matrimonio
La sayyida Ahad è nata nel 1970 in un'antica famiglia, figlia di Abdullah bin Hamad Al-Busaidi, in passato sottosegretario al Ministero della Giustizia, Awqaf e Affari Islamici e governatore di Musandam.
Ha studiato sociologia, che rimane il suo principale interesse, e conosce la lingua inglese. Nel 1989 sposò Haytham bin Tariq Al Sa'id, divenuto sultano dell'Oman nel 2020.

### Attività
Il 17 ottobre 2020, durante la Giornata delle Donne dell'Oman, svolse la sua prima apparizione pubblica ospitando una premiazione presso il palazzo Seeb. Conferì la Royal Commendation Medal a diverse donne, tra le quali la sottosegretaria ministeriale Fatima Mohammed Al-Ajmi.
Nel dicembre 2021 è stata ricevuta in udienza con il marito da Elisabetta II del Regno Unito, al castello  di Windsor. Il 26 febbraio 2023 ha presieduto la consegna dei diplomi di un gruppo di studentesse della Sultan Qaboos Academy for Police Sciences.

## Discendenza
Ahad bint Abdullah e Haytham bin Tariq Al Sa'id hanno due figli e due figlie:
- Theyazin (1990);
- Bilarab (1995);
- Thuraya;
- Omaima.

## Titoli e trattamento
- ? - attuale: Sua Altezza, l'onorevole signora sayyida Ahad bint Abdullah[4]